# Lenaert Jacobszoon
Lenaert Jacobszoon fue un marino del siglo XVII de los Países Bajos recordado por haber sido de los primeros occidentales en llegar al continente australiano.
Siendo capitán del barco Mauritius y al servicio de la Compañía Holandesa de las Indias Orientales (Vereenigde Oostindische Compagnie o VOC), Lenaert Jacobszoon avistó el 31 de julio de 1618 el cabo Noroeste, un destacado cabo localizado en el tramo noroeste de la costa de Australia Occidental, creyendo por error que era una gran isla. En ese mismo viaje también nombró el río Willems y el río Jocob Remmessens (presumiblemente hoy el arroyo Yardie).
A bordo de la nave iban el sobrecargo Willem Janszoon —antiguo capitán de la  Duyfken y primer occidental del que se sabe con certeza que llegó en 1606 a Australia y que escribió a la VOC en Ámsterdam sobre el descubrimiento de una isla durante este viaje— y Anthony van Diemen, de 25 años de edad, que más tarde, ya como Gobernador General de las Indias Orientales Neerlandesas impulsará la exploración de las tierras del sur y en cuyo reconocimiento será nombrada la tierra de Van Diemen (hoy, isla de Tasmania).